# Alfons Danckaerts
Alfons Danckaerts (Begijnendijk, 1 september 1926 - Aarschot, 8 mei 2014) was een Belgische atleet, die gespecialiseerd was in het hordelopen. Hij werd eenmaal Belgisch kampioen.

## Biografie
In 1952 werd Danckaerts Belgisch kampioen op de 400 m horden. Hij was aangesloten bij SC Anderlecht.

## Belgische kampioenschappen
| Onderdeel    | Jaar |
| ------------ | ---- |
| 400 m horden | 1952 |

## Persoonlijk record
| Onderdeel    | Prestatie | Datum | Plaats |
| ------------ | --------- | ----- | ------ |
| 400 m horden | 55,0 s    |       |        |

## Palmares

### 400 m horden
- 1952:  BK AC - 55,1 s

### tienkamp
- 1949:  BK AC - 5097 p